# Reichsmusikkammer
La Reichsmusikkammer o RMK (Cambra de música del Reich) era una institució del govern nacionalsocialista del 1933 al 1945 amb l'objectiu de promoure la música pura völkisch, germànica, ària conforme a la ideologia totalitària, organitzar la professió dels músics i combatre l'anomenada «música degenerada», els seus compositors i executants. El seu primer president va ser Richard Strauss.
Va ser creada el 15 de novembre del 1933 per Joseph Goebbels, per «netejar la música alemanya d'influències jueues i forasteres». Era el departament més gros de la Reichskulturkammer. Tenia un paper de propaganda per ensenyar al món la superioritat de la gran cultura alemanya. També havia d'unificar (Gleichschaltung) el món musical sota criteris racials i polítics. Era una eina de repressió, com que cap instrumentista, cantant, compositor, constructor d'instruments podia exercir la seva professió si no era inscrit a la cambra. En perdre la feina, als músics crítics amb el règim, jueus o «degenerats» només els quedava callar i afrontar els problemes econòmics de l'atur o l'exili.
Com ho van fer per les arts plàstiques, van crear una exposició itinerant per explicar a la població la música degenerada. El comissari de l'exposició era el director de teatre i funcionari nazi Hans Severus Ziegler (1893-1978). Va ser estrenada a Düsseldorf el 24 de maig del 1938.

## Música bona i música dolenta
Entre els músics bons hi ha sobretot els grans clàssics com Ludwig van Beethoven, Richard Wagner, Johann Sebastian Bach, W.A. Mozart, Joseph Haydn, Johannes Brahms, Anton Bruckner i similars. Els músics jueus, com ara Gustav Mahler, Felix Mendelssohn, Arnold Schoenberg, Irving Berlin o George Gershwin eren prohibits automàticament, així com, per exemple, Debussy, que s'havia casat amb una jueva. Paul Hindemith i Ígor Stravinski van ser proscrits per massa sensuals o sexuals. El jazz i el swing, anomenats «música de negres» en l'argot nazi, eren considerats nocius per a l'esperit moral del poble alemany.